# Рівняння Релея — Плессета

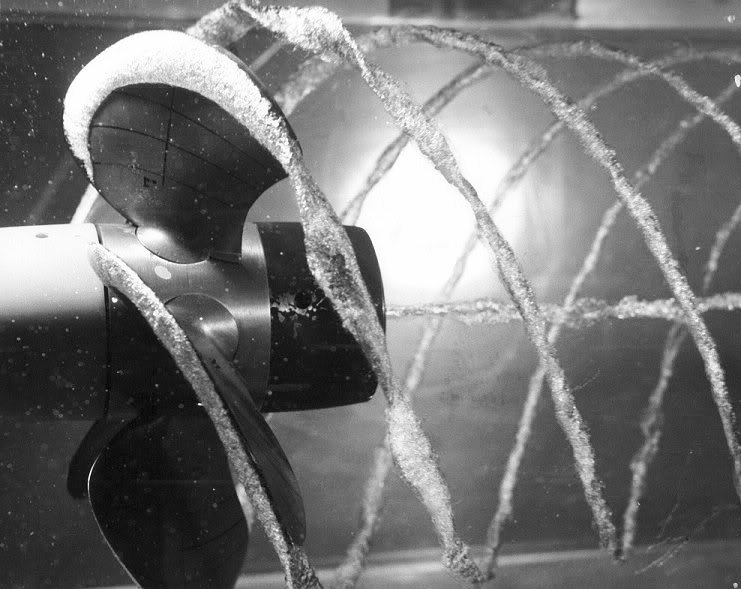
Рівняння Релея-Плессета часто застосовуються для вивчення кавітаційних бульбашок.

У гідромеханіці, рівняння Релея-Плессета являє собою звичайне диференціальне рівняння, яке визначає динаміку сферичної бульбашки в нескінченному об'ємі рідини. Загальний вигляд цього рівняння записується таким чином:
{\displaystyle {\frac {P_{B}(t)-P_{\infty }(t)}{\rho _{L}}}=R{\frac {d^{2}R}{dt^{2}}}+{\frac {3}{2}}\left({\frac {dR}{dt}}\right)^{2}+{\frac {4\nu _{L}}{R}}{\frac {dR}{dt}}+{\frac {2S}{\rho _{L}R}}}
де
{\displaystyle P_{B}(t)} — тиск всередині бульбашки
{\displaystyle P_{\infty }(t)} — зовнішній тиск, джерело якого знаходиться нескінченно далеко від бульбашки
{\displaystyle \rho _{L}} — густина навколишньої рідини, яка є константою
{\displaystyle R(t)} — радіус бульбашки
{\displaystyle \nu _{L}} — кінематична в'язкість навколишньої рідини, яка є константою
{\displaystyle S} — поверхневий натяг бульбашки
За умов, що {\displaystyle P_{B}(t)} відомий і {\displaystyle P_{\infty }(t)} заданий, рівняння Релея–Плессета може бути використане для знаходження для мінливого у часі радіуса бульбашки {\displaystyle R(t)}.
Рівняння Релея–Плессета отримується з рівнянь Нав'є–Стокса при припущенні сферичної симетрії. Без урахування поверхневого натягу і в'язкості, рівняння вперше було отримано Релеєм у 1917 році. Рівняння було вперше було застосовано на так званих кавітаційних бульбашок з Плессетом в 1949 році.

## Отримання
Рівняння Релея-Плессета може бути отримано з першооснов, використовуючи радіус бульбашки як динамічний параметр. Розглянемо сферичну бульбашку з радіусом, який залежить від часу, {\displaystyle R(t)}, де {\displaystyle t} — час. Припустимо, що бульбашка містить рівномірно розподілений всередині газ/пар з однаковою всюди температурою {\displaystyle T_{B}(t)} і тиском {\displaystyle P_{B}(t)}. Поза бульбашкою знаходиться нескінченний простір рідини, яка має густину {\displaystyle \rho _{L}} і в'язкість {\displaystyle \mu _{L}}. Позначимо температуру і тиск, джерела яких знаходяться далеко від бульбашки, як {\displaystyle T_{\infty }} і {\displaystyle P_{\infty }(t)} відповідно, де {\displaystyle T_{\infty }} — константа. При зміні радіальної відстані {\displaystyle r} від центру бульбашки, змінюються властивості рідини, такі як тиск {\displaystyle P(r,t)}, температура {\displaystyle T(r,t)}, і радіальна швидкість {\displaystyle u(r,t)}. Зауважимо, що властивості рідини визначені тільки поза бульбашкою, при {\displaystyle r\geq R(t)}.

### Збереження маси
Через закон збереження маси, закон обернених квадратів вимагає, щоб радіальна швидкість {\displaystyle u(r,t)} була обернено пропорційна квадрату відстані від джерела (в центрі бульбашки). Нехай {\displaystyle F(t)} — деяка функція часу,
{\displaystyle u(r,t)={\frac {F(t)}{r^{2}}}}
У випадку перенесення нульової маси через поверхню бульбашки, швидкість всередині повинна бути
{\displaystyle u(R,t)={\frac {dR}{dt}}={\frac {F(t)}{R^{2}}}}
що дає
{\displaystyle F(t)=R^{2}dR/dt}
У разі, коли відбувається перенесення маси, швидкість збільшення маси всередині бульбашки визначається як
{\displaystyle {\frac {dm_{V}}{dt}}=\rho _{V}{\frac {dV}{dt}}=\rho _{V}{\frac {d(4\pi R^{3}/3)}{dt}}=4\pi \rho _{V}R^{2}{\frac {dR}{dt}}}
з {\displaystyle V} — об'єм бульбашки. Якщо {\displaystyle u_{L}} — швидкість рідини відносно бульбашки на {\displaystyle r=R}, тоді масове входження в бульбашку визначається як
{\displaystyle {\frac {dm_{L}}{dt}}=\rho _{L}Au_{L}=\rho _{L}(4\pi R^{2})u_{L}}
з {\displaystyle A} — поверхня бульбашки. Тепер, використовуючи закон збереження маси {\displaystyle dm_{v}/dt=dm_{L}/dt} отримаємо {\displaystyle u_{L}=(\rho _{V}/\rho _{L})dR/dt}. Звідси
{\displaystyle u(R,t)={\frac {dR}{dt}}-u_{L}={\frac {dR}{dt}}-{\frac {\rho _{V}}{\rho _{L}}}{\frac {dR}{dt}}=\left(1-{\frac {\rho _{V}}{\rho _{L}}}\right){\frac {dR}{dt}}}
Тут
{\displaystyle F(t)=\left(1-{\frac {\rho _{V}}{\rho _{L}}}\right)R^{2}{\frac {dR}{dt}}}
У багатьох випадках, густина рідини значно перевищує густину пару, {\displaystyle \rho _{L}\gg \rho _{V}}, так що {\displaystyle F(t)} можна апроксимувати як вихідну форму передачі нульової маси {\displaystyle F(t)=R^{2}dR/dt}, так що
{\displaystyle u(r,t)={\frac {F(t)}{r^{2}}}={\frac {R^{2}}{r^{2}}}{\frac {dR}{dt}}}

### Збереження імпульсу
Припускаючи, що рідина є ньютонівською, в нестискуване рівняння Нав'є–Стокса в сферичних координатах для руху в радіальному напрямку дає
{\displaystyle \rho _{L}\left({\frac {\partial u}{\partial t}}+u{\frac {\partial u}{\partial r}}\right)=-{\frac {\partial P}{\partial r}}+\mu _{L}\left[{\frac {1}{r^{2}}}{\frac {\partial }{\partial r}}\left(r^{2}{\frac {\partial u}{\partial r}}\right)-{\frac {2u}{r^{2}}}\right]}
Підставляючи в'язкість {\displaystyle \nu _{L}=\mu _{L}/\rho _{L}}, отримуємо
{\displaystyle -{\frac {1}{\rho _{L}}}{\frac {\partial P}{\partial r}}={\frac {\partial u}{\partial t}}+u{\frac {\partial u}{\partial r}}-\nu _{L}\left[{\frac {1}{r^{2}}}{\frac {\partial }{\partial r}}\left(r^{2}{\frac {\partial u}{\partial r}}\right)-{\frac {2u}{r^{2}}}\right]}
Підставимо величину {\displaystyle u(r,t)} зі збереження маси, отримаємо
{\displaystyle -{\frac {1}{\rho _{L}}}{\frac {\partial P}{\partial r}}={\frac {2R}{r^{2}}}\left({\frac {dR}{dt}}\right)^{2}+{\frac {R^{2}}{r^{2}}}{\frac {d^{2}R}{dt^{2}}}-{\frac {2R^{4}}{r^{5}}}\left({\frac {dR}{dt}}\right)^{2}={\frac {1}{r^{2}}}\left(2R\left({\frac {dR}{dt}}\right)^{2}+R^{2}{\frac {d^{2}R}{dt^{2}}}\right)-{\frac {2R^{4}}{r^{5}}}\left({\frac {dR}{dt}}\right)^{2}}
Зауважимо, що в'язкість не враховуються під час заміни. Відокремимо змінні та зінтегруємо вище наведений вираз від границі бульбашки {\displaystyle r=R} до {\displaystyle r\rightarrow \infty }, отримуємо
{\displaystyle -{\frac {1}{\rho _{L}}}\int _{P(R)}^{P_{\infty }}dP=\int _{R}^{\infty }\left[{\frac {1}{r^{2}}}\left(2R\left({\frac {dR}{dt}}\right)^{2}+R^{2}{\frac {d^{2}R}{dt^{2}}}\right)-{\frac {2R^{4}}{r^{5}}}\left({\frac {dR}{dt}}\right)^{2}\right]dr}
{\displaystyle {{\frac {P(R)-P_{\infty }}{\rho _{L}}}=\left[-{\frac {1}{r}}\left(2R\left({\frac {dR}{dt}}\right)^{2}+R^{2}{\frac {d^{2}R}{dt^{2}}}\right)+{\frac {R^{4}}{2r^{4}}}\left({\frac {dR}{dt}}\right)^{2}\right]_{R}^{\infty }=R{\frac {d^{2}R}{dt^{2}}}+{\frac {3}{2}}\left({\frac {dR}{dt}}\right)^{2}}}

### Граничні умови
Позначимо {\displaystyle \sigma _{rr}} як нормальне напруження в рідині, що спрямоване радіально назовні з центру бульбашки. У сферичних координатах, для рідини з постійною густиною і постійною в'язкістю, напруження має вигляд:
{\displaystyle \sigma _{rr}=-P+2\mu _{L}{\frac {\partial u}{\partial r}}}
Внаслідок чого, в якійсь невеликій частині поверхні бульбашки, сила на одиницю площі, діючи на плівку, має вигляд
{\displaystyle {\begin{aligned}\sigma _{rr}(R)+P_{B}-{\frac {2S}{R}}&=-P(R)+\left.2\mu _{L}{\frac {\partial u}{\partial r}}\right|_{r=R}+P_{B}-{\frac {2S}{R}}\\&=-P(R)+2\mu _{L}{\frac {\partial }{\partial r}}\left({\frac {R^{2}}{r^{2}}}{\frac {dR}{dt}}\right)_{r=R}+P_{B}-{\frac {2S}{R}}\\&=-P(R)-{\frac {4\mu _{L}}{R}}{\frac {dR}{dt}}+P_{B}-{\frac {2S}{R}}\\\end{aligned}}}
де {\displaystyle S} — поверхневий натяг. Якщо перенесення через границю відсутнє, то ця сила на одиницю площі повинна бути рівна нулю, тому
{\displaystyle P(R)=P_{B}-{\frac {4\mu _{L}}{R}}{\frac {dR}{dt}}-{\frac {2S}{R}}}
і в результаті збереження імпульсу
{\displaystyle {\frac {P(R)-P_{\infty }}{\rho _{L}}}={\frac {P_{B}-P_{\infty }}{\rho _{L}}}-{\frac {4\mu _{L}}{\rho _{L}R}}{\frac {dR}{dt}}-{\frac {2S}{\rho _{L}R}}=R{\frac {d^{2}R}{dt^{2}}}+{\frac {3}{2}}\left({\frac {dR}{dt}}\right)^{2}}
В результаті підстановки {\displaystyle \nu _{L}=\mu _{L}/\rho _{L}} у вище наведений вираз дає нам рівняння Релея–Плессета
{\displaystyle {\frac {P_{B}(t)-P_{\infty }(t)}{\rho _{L}}}=R{\frac {d^{2}R}{dt^{2}}}+{\frac {3}{2}}\left({\frac {dR}{dt}}\right)^{2}+{\frac {4\nu _{L}}{R}}{\frac {dR}{dt}}+{\frac {2S}{\rho _{L}R}}}
Використовуючи точкове позначення для запису похідних по часу, рівняння Релея–Плессета можна записати більш точно
{\displaystyle {\frac {P_{B}(t)-P_{\infty }(t)}{\rho _{L}}}=R{\ddot {R}}+{\frac {3}{2}}({\dot {R}})^{2}+{\frac {4\nu _{L}{\dot {R}}}{R}}+{\frac {2S}{\rho _{L}R}}}

## Розв'язки
Нещодавно, були знайдені для рівняння Релея-Плессета для порожньої і газонаповненої бульбашки аналітичні розв'язки у замкнутій формі and were generalized to the N-dimensional case.. Також були проаналізовані розв'язки у випадку, коли У поверхневий натяг присутній через ефект капілярності.
Також відомі для особливих випадків, коли поверхневий натяг і в'язкість не враховується, вищі порядки апроксимації.
У статичному випадку, рівняння Релея–Плессета спрощується, внаслідок чого виникає рівняння Юнга-Лапласа:
{\displaystyle P_{B}-P_{\infty }={\frac {2S}{R}}}